# Lac Blanc, Saint-Ubalde
Lac Blanc är en sjö i Kanada.   Den ligger i regionen Capitale-Nationale och provinsen Québec, i den sydöstra delen av landet, 300 km nordost om huvudstaden Ottawa. Lac Blanc ligger 140 meter över havet. Arean är 2,1 kvadratkilometer. Den sträcker sig 2,5 kilometer i nord-sydlig riktning, och 3,3 kilometer i öst-västlig riktning.
I omgivningarna runt Lac Blanc växer i huvudsak blandskog. Runt Lac Blanc är det mycket glesbefolkat, med 7 invånare per kvadratkilometer.